# 吉井村 (愛媛県)
吉井村（よしいむら）は愛媛県東予地方の周布郡のち周桑郡にあった村である。
1955年（昭和30年）に、壬生川町、吉井村、周布村、国安村、吉岡村の1町4村の合併により、壬生川町となり、自治体としては消滅した。壬生川町は、三芳町との合併により東予町に、さらに市制施行し東予市になった。東予市は、平成の市町村合併にて西条市、東予市、丹原町、小松町の合併により、西条市となり、現在に至っている。現在の西条市の北部、燧灘に面した地域。臨海部は埋め立てられ、現在では、東予港が設置され、住友重機械工業の工場などが立地している。

## 地理
周桑平野（道前平野）の東部。中山川の左岸。東は燧灘に面している。南は中山川を境に小松町と接している。
河川
中山川、広江川、一ツ橋川
村名の由来
古代、当地付近が吉田郷及び井手郷と呼ばれており、それぞれ一字ずつ取ったもの。

## 歴史

### 略史
近世
- 今在家、広江が小松藩、玉之江、石田が西条藩領であった。
- 小松藩では石田沖合いの新田開発を幾度かにわたって行った。

近代
- 1938年（昭和13年） - 同年から1940年（昭和15年）にかけて沖合いの干拓が行われ、飛行場が設置された。
- 1942年（昭和17年） - 愛媛地方航空機乗員養成所設置される。
- 1947年（昭和22年） - 同地に塩田が設置される。1949年（昭和24年）まで製塩が行われた。

### 村の沿革
- 1889年（明治22年）12月15日 - 町村制施行により周布郡石田（いしだ）、玉之江（たまのえ）、広江（ひろえ）、今在家（いまざいけ）の4村が合併し周布郡吉井村として発足。大字玉之江に役場をおく。
- 1897年（明治30年）4月 - 周布郡が桑村郡と合体、周桑郡と改められる。
- 1955年（昭和30年）1月1日 - 壬生川町、吉岡村、周布村、国安村、吉井村の1町4村が合併、壬生川町となり、吉井村は自治体としては消滅した。

```
吉井村の系譜
（町村制実施以前の村）　（明治期）　　　　　（昭和の合併）　　　　　　　　　　（平成の合併）
　　　　　　　　　　　　町村制施行時
石田　━━━━┓
玉之江━━━━╋━━吉井村━━━━━━━━┓
広江　━━━━┫　　　　　　　　　　　　　┃昭和30年1月1日
今在家━━━━┛　　　　　　　　　　　　　┃昭和30年1月1日
　　　　　　　　　　　　　　　あ　　　い　┃　合併
　　　　　　　　　　壬生川村━壬生川町┳━╋━壬生川町━┓
　　　　　　　　　　多賀村━━━━━━┛　┃　　　　　　┃
　　　　　　　　　　周布村━━━━━━━━┫　　　　　　┃昭和46年1月1日　昭和47年10月1日
　　　　　　　　　　吉岡村━━━━━━━━┫　　　　　　┃　合併　　　　　　　市制施行
　　　　　　　　　　国安村━━━━━━━━┛　　　　　　┣東予町━━━東予市━┓
　　　　　　　　　　　　　　　　　　　　　　　　　　　　┃　　　　　　　　　　┃
　　　　　　　　　　庄内村━━━━━━━━┓　　う　　　┃　　　　　　　　　　┃
　　　　　　　　　　三芳村━━━━━━━━╋━三芳町━━┛　　　　　　　　　　┃
　　　　　　　　　　楠河村━━━━━━━━┛　　　　　　　　　　　　　　　　　┃平成16年11月1日
　　　　　　　　　　　　　　　　　　　　　　　　　　　　　　　　　　　　　　　┃　新設合併、
　　　　　　　　　　　　　　　　　　　　　　　　　　　　　　　　　　　　　　　┃　新・西条市発足
　　　　　　　　　　　　　　　　　　　　　　　　　　　　　　　　西条市━━━━╋━━西条市
　　　　　　　　　　　　　　　　　　　　　　　　　　　　　　　　丹原町━━━━┫
　　　　　　　　　　　　　　　　　　　　　　　　　　　　　　　　小松町━━━━┛

あ　明治34年6月14日　町制施行、壬生川町となる
い　昭和15年10月1日 壬生川町・多賀村が合併し壬生川町に
う　昭和30年1月1日 庄内村・三芳村・楠河村が合併、町制施行し三芳町に
（注記）吉井村以外の合併以前の系譜はそれぞれの市町村の記事を参照のこと。

```

## 地域
合併・発足時の4つの旧村がそのまま大字を形成し、壬生川町、東予町、東予市になっても引き継がれた。
石田（いしだ）、玉之江（たまのえ）、広江（ひろえ）、今在家（いまざいけ）
平成の大合併により西条市の一部となった現在では、地名表記は西条市にそのまま旧大字を続ける。
例　西条市石田

## 産業
農業が主たる産業であり、米・麦の生産のほか畜産など。石田地区には手すき和紙が営まれていた。

## 交通
国鉄予讃本線が当村を北西から南東方向に縦貫している。合併し壬生川町になってから後の1963年（昭和38年）2月1日玉之江駅が設置された。